# نیلی (بازیکن فوتبال)
نیلی (انگلیسی: Nili؛ زادهٔ ۱۸ فوریهٔ ۱۹۹۴) بازیکن فوتبال اهل اسپانیا است.
از باشگاه‌هایی که در آن بازی کرده‌است می‌توان به باشگاه فوتبال لاس پالماس و باشگاه فوتبال بارسلونا اشاره کرد.